# Желонкин, Владимир Борисович
Владимир Борисович Желонкин (род. 23 января 1967, Ленинград) — российский политик, бизнесмен, телевизионный деятель. С 2013 года занимал руководящие должности в ИД «КоммерсантЪ». Главный редактор газеты «Коммерсантъ» (2018—2024), генеральный директор издательского дома «КоммерсантЪ» (2016—2024), исполнительный директор Российского военно-исторического общества, заместитель полномочного представителя Президента РФ в Центральном федеральном округе (2011—2012).

## Биография
В 1990 году окончил Ленинградский финансово-экономический институт имени Н. А. Вознесенского.
После окончания института, в 1991—1992 годах Желонкин работал инженером коммерческого отдела Восточно-Европейского рекламного агентства в Санкт-Петербурге. В 1992—1993 годах работал заместителем начальника управления инвестиций Северного торгового банка (Санкт-Петербург).
В 1993—1994 годах — начальник валютного управления «Международного промышленного банка». В декабре был назначен на должность директора департамента по операционной работе, затем стал заместителем управляющего, руководителем аппарата председателя совета директоров.
С апреля по декабрь 1994 года занимает пост заместителя генерального директора Санкт-Петербургского торгово-промышленного дома.
В 1998 году переходит в «Совинкомцентр» на должность коммерческого директора. Параллельно с этим в 1999 году был консультантом Павла Бородина во время кампании по выборам мэра г. Москвы.
В 1999 году становится генеральным директором информационного агентства Русской православной церкви. Был личным референтом Патриарха Алексия II.
В 2001—2004 годах занимал посты председателя совета директоров «Третьего канала» и генерального директора ТРВК «Московия» (3 канал). В период его работы с "Московии"в информационных источниках появлялась информация о том, что «Телекоминвест» связали с «Московией». Эти слухи отвергались обеими сторонами.
В 2004—2005 годах — руководитель программы «Воскресное время» на Первом канале.
В 2004—2006 годах — управляющий директор Международного промышленного банка.
С июля 2006 года по 2008 год — заместитель генерального директора «Связьинвеста». Осуществил реструктуризацию системы корпоративного управления.
С января 2009 года по февраль 2010 года Желонкин занимал должность генерального директора «АФ Телеком Холдинг». Основной задачей было обеспечение синергии между «Мегафоном» и медийными активами (телеканалы «Муз-ТВ» и 7ТВ), а также интернет-активами (Mail.ru, «Фейсбук», «Одноклассники», «В контакте»). Так же Владимир Желонкин являлся членом совета директоров «Мегафона».
В 2010 году стал начальником управления по работе с верующими военнослужащими Министерства обороны России.
В 2010—2011 годах работал генеральным директором медиагруппы «Звезда».
В 2011—2012 годах — заместитель полномочного представителя президента РФ в Центральном федеральном округе. Он занимался курированием внутренней политики, в том числе курировал деятельность главных Федеральных инспекторов в 18 регионах ЦФО. Отмечен благодарностями президента России.
В 2012 году — директор Департамента управления делами Министерства регионального развития России.
В 2013 году участвовал в создании Российского военно-исторического общества, созданного в соответствии с указом президента России от 29 декабря 2012 № 1710, и занял должность исполнительного директора.
В 2013 году назначен президентом издательского дома «КоммерсантЪ».
В 2015 году перешёл на должность председателя совета директоров ИД.
В 2016 году занял пост генерального директора ИД «КоммерсантЪ». 9 августа 2024 года ушёл с поста. На его место назначен Роман Уманский.
В 2018 году занял должность главного редактора газеты «Коммерсантъ». В 2019 году в результате конфликта в редакции газеты подписал заявления 11-ти журналистов, которые решили уволиться в знак протеста.
26 сентября 2024 года Желонкин был назначен советником министра просвещения Российской Федерации.
21 марта 2025 года назначен на должность заместителя министра просвещения РФ.
Член Общественного совета при Роскомнадзоре.
Действительный государственный советник России 3 класса.